# Palm Desert
Palm Desert – miasto w Stanach Zjednoczonych, w stanie Kalifornia, w hrabstwie Riverside. Według spisu ludności przeprowadzonego przez United States Census Bureau w roku 2010, w Palm Desert mieszkało 48 445 mieszkańców.
W Palm Desert urodziły się:
- Desirae Krawczyk – amerykańska tenisistka,
- Jenna Ortega – amerykańska aktorka.

## Miasta partnerskie
- Gisborne, Nowa Zelandia
- Hajfa, Izrael
- Ketchikan, Stany Zjednoczone
- La Paz, Meksyk
- Osoyoos, Kanada
- Port Moresby, Papua-Nowa Gwinea
- Port Elizabeth, Południowa Afryka
- Wollongong, Australia
- Zihuatanejo, Meksyk